# Étoile rouge de Belgrade (basket-ball féminin)
Pour les articles homonymes, voir Étoile rouge de Belgrade.
Le KK Crvena Zvezda est la section féminine de basket-ball du club omnisports de l'Étoile rouge Belgrade. Le club participe également à la Tocal League

## Palmarès
- Coupe d'Europe des champions
  - Champion en 1979
  - Finaliste en 1981
- Champion de Yougoslavie : 1946, 1947, 1948, 1949, 1950, 1951, 1952, 1953, 1954, 1955, 1956, 1957, 1958, 1959, 1960, 1963, 1973, 1976, 1977, 1978, 1979, 1980, 1981, 1989, 1992, 1993 et 1996.
  - Vice-champion de Yougoslavie : 1961, 1962, 1964, 1965, 1968, 1969, 1970, 1971 et 1975.
  - Finaliste en Championnat de Yougoslavie : 1987, 1991, 1994, 1995, 2001 et 2003.
- Champion de Serbie-et-Monténégro : 2004.
- Champion de Serbie : 2017, 2018.
  - Finaliste en Championnat de Serbie : 2007, 2008, 2014 et 2016.
- Vainqueur de la coupe de Yougoslavie : 1973, 1974, 1976, 1979, 1981, 1992, 1994, 1995 et 2003.
  - Finaliste de la coupe de Yougoslavie : 1975, 1977, 1980, 1989, 1990, 1991 et 1993.
- Vainqueur de la coupe de Serbie-et-Monténégro : 2004.
  - Finaliste de la coupe de Serbie-et-Monténégro : 1993, 2001.
- Vainqueur de la coupe de Serbie : 2016, 2017.
  - Finaliste de la coupe de Serbie : 2008, 2009 et 2018.
  - Finaliste de la WABA League : 2014.

## Entraîneurs successifs
- Depuis : Miroslav Kanjevac